# Francis Tumblety

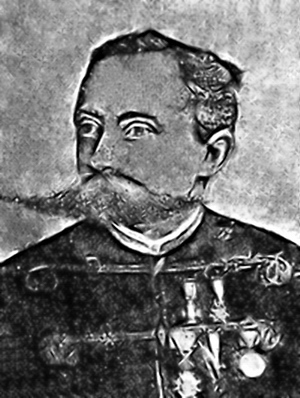
Francis Tumblety (1889)

Francis Tumblety (* wahrscheinlich 1830; † 28. Mai 1903 in St. Louis) war ein aus vermutlich Irland oder Kanada stammender Doktor und Quacksalber. Er war einer der Hauptverdächtigen im nie aufgeklärten Jack-the-Ripper-Fall.

## Leben

### Familie und Herkunft
Tumblety wurde als Sohn von James Tumblety und Margaret Tumblety um 1830 geboren und war das jüngste von elf Kindern. Sein Geburtsort ist weitestgehend unbekannt, wird aber in Irland oder Kanada vermutet. Allerdings bezeichnete Tumblety sich in einem Interview mit der New York World um 1889 selbst als einen Amerikaner, was vermuten lässt, dass er auf dem nordamerikanischen Kontinent geboren wurde.

### Verdächtiger als Jack the Ripper
Während eines Aufenthalts in London wurde Tumblety im November 1888 wegen obszöner Handlungen angeklagt und inhaftiert. Nachdem er eine hohe Kaution für seine Freilassung gezahlt hatte, floh er noch im selben Monat aus England in die USA und tauchte dort unter. Dort wurde er offenbar von der englischen Polizei aufgrund der Ripper-Morde gesucht. Tumblety war zunächst zwar nur einer von vielen Verdächtigen zum Zeitpunkt der Morde, wurde jedoch vom leitenden Inspektor John George Littlechild als infrage kommender Täter favorisiert. Littlechild erwähnte seine diesbezüglichen Vermutungen in einem Brief vom 23. September 1913 an den Kriminal-Journalisten und Schriftsteller George Robert Sims.

### Tätigkeit in den USA
Francis Tumblety führte in Brooklyn, New York, eine Arztpraxis und beschäftigte dort u. a. David Herold (1842–1865), einen der Attentäter auf den US-Präsidenten Abraham Lincoln. Tumblety wurde vorübergehend bei der Jagd nach den Lincoln-Mördern festgenommen, aber wieder freigelassen.

### Tod und Beerdigung
Er starb am 28. Mai 1903 in St. Louis (Missouri) und wurde auf der Holy Sepulchre Cemetery in Rochester (New York) beerdigt.